# Ophion cephalotes
Ophion cephalotes là một loài tò vò trong họ Ichneumonidae.